# Мядельско-сморгонское антикоммунистическое подполье
Мядельско-сморгонское антикоммунистическое подполье (бел. Мядзельска-смаргонскае антыкамуністычнае падполле) — белорусская подпольная антикоммунистическая организация молодежи, существовавшая на Мядельщине и Сморгоньщине в 1947—1950 годах. Основана патриотом Беларуси Ростиславом Лапицким.

## История

### Предыстория создания
Под конец Второй мировой войны население Западной Беларуси восприняло советский коммунистический режим как оккупационный, пришедший на смену немецкой оккупации. Беларусь заполонили чекисты и чиновники, присланные с востока. Крестьян и ремесленников душили налогами. Шло тотальное наступление на церковь и костёл, на белорусский язык и культуру, ущемлялись права меньшинств, происходила русификация Беларуси. В 1948—1949 г. началось массовое принудительное создание колхозов, которое сопровождалось «раскулачиванием» и репрессиями. Патриоты Беларуси надеялись на войну, в ходе которой тоталитарный СССР будет разгромлен демократиями Западной Цивилизации. За вооруженное сопротивление тоталитарный режим увеличивал репрессии против патриотов Беларуси. Характерным примером этого стала отмена смертной казни, временно упраздненная после окончания войны.

### Создание
Мядельско-сморгонское антикоммунистическое подполье начало свою историю с Мяделя. Кружок антикоммунистически настроенной молодежи в Мядельской средней школе начал формироваться в 1947 г. после появления там двадцатилетнего ученика Ростислава Лапицкага. Патриот Беларуси еще в 1944 г. принимал участие в антикоммунистической организации, созданной среди учеников Виленской духовной семинарии и Виленской белорусской гимназии: в итоге он был арестован после разгрома организации и ареста большой части ее участников. 16-летний Лапицкий был осужден как малолетний на три года заключения, однако был освобожден по амнистии в связи с победой во Второй мировой войне, а потом вернулся на Мядельщину. Именно Ростислав Лапицкий, как убежденный белорусский патриот и антикоммунист, со знанием подпольной работы, стал идеологом и создателем мядельской подпольной организации. Организация в Мядели и Сморгони не имела никакой четкой структуры, как было с Союзом Белорусских Патриотов или «Чайкой». Участники мядельско-сморгонского подполья были глубоко верующими католиками и православными, большинство их имела выраженную национальную сознательность — белорусскую или польскую, но всех их объединяла и вдохновляла идея борьбы с новым оккупационным режимом.

### Деятельность
Сначала участники встречались на квартирах или в Мядели, где жило большинство учеников, или в Некасецке, где жил Ростислав Лапицкий. Подпольщики сделали радиостанцию, слушали западные радиостанции и распространяли среди населения политические новости и другую полезную информацию, которую нельзя было узнать с тоталитарных советских СМИ. Активностью в кружке выделялись местные ученики Факунда Нестерович и Юзеф Кочерга. Всего набрался десяток мальчиков и девочек (преимущественно ученики) и молодых мужчин с соседних деревень Юшковичи, Прудники, Кочерги, Новосёлки, Некасецк, с местечка Кобыльники. Одновременно на пишущей машинке, которую имел Юзеф Кочерга, печатали листовки и распространяли их по соседним деревням. Подпольщики планировали и более активные действия: позже при обысках нашли огнестрельное оружие и пороховые материалы. Известно, что у подпольщиков был пароль: на приветствие «Без віны вінаватыя» надо было ответить «Ліш бы не свінаватыя!». Первый раз листовки печатали весной 1948 г. на пишущей машинке с латинским шрифтом, которую выиграла в лотерею тётка Юзефа Кочерги во время работы во Франции. Тексты для листовок писал Ростислав Лапицкий на белорусском языке.
Осенью 1949 г. Ростислав Лапицкий с матерью перебираются в Сморгонь. В Сморгони Лапицкий пошел учится в 10-й класс местной школы, где сразу начинает активную работу по созданию подпольной антикоммунистической организации. Для этого в городе и в соседних деревнях существовала необходимая обстановка пассивного и активного сопротивления, вплоть до лесной партизанки. Традиция сохранилась и в самой сморгонской школе, в которой в 1944—1945 годах действовала Сморгонская антикоммунистическая группа школьников под началом Ричарда Юшкевича. До подпольного движения присоединилось около полутора десятка школьников 7-10 классов, которые были с Сморгони и деревень района, и некоторые жители старшего возраста. На школьных переменах, вечеринках, в клубе, где Лапицкий зарабатывал игрой на пианино, велась активная антикоммунистическая агитация. Сами подпольщики чаще всего собирались в хате Цыбовских или Юшкевичей, дети которых были активными участниками организации. Ростислав Лапицкий сумел вынести с городского клуба пишущую машинку и запас копировальной бумаги, что позволило организовать печатную пропаганду.
5 декабря 1949 г. перед Днем Конституции СССР молодые люди напечатали патриотические антикоммунистические листовки, которые призывали людей не платить налоги, не вступать в колхозы, с оружием в руках сопротивляться тоталитарному режиму. Каждая листовка кончалась словами: «Смерць Сталіну!». Листовки ночью были раскиданы по городу, расклеены на общественных зданиях. Для молодежи особым шиком было расклеить листовки на административных зданиях, в том числе райкоме партии и отделе НКВД. Кроме того, подпольщики готовились взорвать здание районного пропагандистского издательства. Начальство в страхе призывало чекистов с Москвы. Появилось большое количество чекистов и военных.
Начались слежки и поиски участников патриотической акции. Выйти на подпольщиков было довольно легко. Совсем молодые, среди их были несовершеннолетние, они не владели секретами конспирации. Хотя они остерегались доносчиков и старались при чужих не говорить про политику, в школе много кто догадывался про существование организации. Сам Ростислав Лапицкий часто вступал в политические споры с учителями, задирался с комсомольцами: однажды на уроке демонстративно отказался писать сочинение по роману Фадеева «Молодая гвардия», заявив, что у их есть своя «Молодая гвардия», только она за Беларусь. Это заявление Лапицкого послужило основой позднейшего ошибочного предположения, что будто бы сморгонская организация так и называлась.

### Аресты и репрессии
В начале декабря 1949 г. Ростислав Лапицкий был арестован, но был освобожден через неделю допросов, так как чекисты не добились от патриота признания. По решению подпольной организации её глава должен был перейти на нелегальное положение и покинуть Сморгонь. После этого Лапицкий тайно перебирается на Мядельщину. Некоторое время был в Некасецке, Юшковичах, Кочергах. Затем, простуженный, перебрался до знакомых в Кобыльники. Тут его нашел участник с Сморгони Чеслав Цыбовский и передал постановление партизан Армии Крайовай переправить его за границу. Однако тяжело больной Ростислав не смог использовать эту возможность, поэтому в Кобыльниках его снова арестовали.
В ночь с 1 на 2 февраля 1950 г. в хате Цыбовских была сделана засада советских чекистов. Спецслужбы арестовали всех, кто приходил, поэтому была арестована и часть подпольщиков. В феврале—марте 1950 г. арестованных набралось за полтора десятка, в том числе и с Мядельщины. Член мядельской организации Геннадий Нафранович с Юшковичей при попытке ареста застрелился. В когти чекистов попали не все участники подпольного движения, некоторых удалось спрятать. Никаких списков организации чекистам найти не удалось.
Юношей и девчат держали в камерах Молодечненской и Вилейской тюрем. Следователи на допросах пытали патриотов, а особенно лютовал следователь Пахомов. Как потом сказал Чеслав Цыбовский, иголки под ногти были не самой страшней пыткой. Девчат мучили меньше, но мальчикам-участникам подпольного движения выбивали зубы и ломали ребра, садили на ножки табуретки, держали под каплями холодной воды до утраты сознания.
17—20 июня 1950 г. в Молодечно был суд военного трибунала Белорусского военного округа. Большинство подсудимых держалось достойно. Особенно мужественным был Ростислав Лапицкий, его заключительное слово обвиняло тоталитарный коммунистический режим.
В ночь с 27 на 28 октября 1950 г. Ростислав Лапицкий был расстрелян в лесу под Вилейкой. Юзеф Кочерга по словам Факунды Нестеровича, который вернулся с сталинских концлагерей, говорил про его последние минуты жизни так:
«Восеньскай ноччу Расціслава Лапіцкага і Факунду Несцяровіча павезлі ў падвялейскі лес. Падвялі да выкапанай ямы, паставілі побач. Зачыталі прысуд да расстрэлу Факунду. А затым тут жа абвясцілі пастанову Прэзыдыюму Вярхоўнага Савета СССР аб яго памілаванні. Зачыталі такі ж прысуд да расстрэлу Расціславу. Аднак рашэнне аб памілаванні не абвяшчалі. А яно ж было і на Лапіцкага. Аднак той катэгарычна, яшчэ ў турме, адмовіўся ад няпрошанай ласкі. Грымнуў стрэл і юнак упаў. Салдаты хутка закапалі яму».
Свой срок осужденные отбывали в концлагерях Сибири и Казахстана, на лесоповале, строительных работах, в шахтах и на рудниках. После смерти тирана Сталина они в середине 1950-х были освобождены. После освобождения с концлагерей часть осталась в Беларуси, часть выехала в Польшу, Литву, Украину.

## Известные участники организации
Известны следующие участники организации, которые получили разные сроки:
| Имя                   | Группа                                  | Срок                               |
| --------------------- | --------------------------------------- | ---------------------------------- |
| Ростислав Лапицкий    | глава мядельско-сморгонской организации | расстрел                           |
| Зенон Ахрамович       | Сморгонская школа                       | 25 лет тюрьмы                      |
| Августин Ахрамович    | крестьянин с-под Сморгони               | 25 лет тюрьмы                      |
| Анна Ахрамович        | крестьянка с-под Сморгони               | 25 лет тюрьмы                      |
| Чеслава Ошуковская    | Сморгонская школа                       | 8 лет тюрьмы                       |
| Мария Бартошевич      | Сморгонская школа                       | 10 лет тюрьмы                      |
| Осип Близнюк          | Сморгонский район                       | 25 лет тюрьмы                      |
| Зося Гиль             | Мядельский район                        | -                                  |
| Иван Гречаник         | Мядельский район (Внуки)                | -                                  |
| Константин Ивановский | Сморгонская школа                       | 10 лет тюрьмы                      |
| Анатоль Корней        | Сморгонская школа                       | 25 лет тюрьмы                      |
| Юзеф Кочерга          | Мядельская школа                        | 25 лет тюрьмы                      |
| Альфон Кундра         | Мядельский район (Крапивна)             | получил срок по другому делу       |
| София Лапытько        | Сморгонская школа                       | 25 лет тюрьмы                      |
| Геннадий Нафранович   | Мядельская школа                        | застрелился во время задержания    |
| Факунда Нестерович    | Минский политехникум                    | расстрел, заменён на 25 лет тюрьмы |
| Ирина Павлючонок      | Мядельский район (Юшковичи)             | -                                  |
| Збигнев Пашкевич      | Сморгонская школа                       | 10 лет тюрьмы                      |
| Бронислав Писарчик    | Мядельская школа                        | -                                  |
| Эдуард Сташкевич      | Сморгонская школа                       | 25 лет тюрьмы                      |
| Тадеуш Хатиловский    | Сморгонь                                | 25 лет тюрьмы                      |
| Леокадия Цыбовская    | Сморгонская школа                       | 25 лет тюрьмы                      |
| Чеслав Цыбовский      | Сморгонская школа                       | расстрел, заменён на 25 лет тюрьмы |
| Тамара Юшкевич        | Сморгонская школа                       | 25 лет тюрьмы                      |
| Татьяна Юшкевич       | Сморгонская школа                       | 10 лет тюрьмы                      |